# Tour Odéon
Der Tour Odéon an der Avenue de l’Annonciade ist mit 170 Metern das höchste Gebäude des Fürstentums Monaco. Es ist ein Wohn- und Geschäftshaus mit 49 oberirdischen und 10 unterirdischen Etagen. Es befindet sich im Stadtteil La Rousse und grenzt an die französische Kommune Beausoleil. Von den 250 Wohnungen stehen zwei Drittel unter staatlicher Verwaltung und sind für monegassische Staatsbürger bestimmt (logements domaniaux). Diese befinden sich in den Etagen 3 bis 28 und wurden von der Regierung für 268,3 Millionen Euro erworben. Die übrigen wurden bei der Fertigstellung 2015 zu Preisen ab 70.000 Euro/m² angeboten. Vom 45. bis 49. Stockwerk erstreckt sich ein Penthouse mit 3300 m². Es wurde als „teuerstes Appartement der Welt“ vermarktet, fand jedoch keinen Käufer und wurde ab Ende 2019 vermietet. Auf dem Dach befindet sich eine kleine „Farm“ mit einem Gemüsefeld von 450 m², 20 Hühnern, 10 Bienenstöcken und 30 Obstbäumen. Die monegassische Regierung verpflichtete sich 2016, dem Bauherrn alle unverkauften Luxusappartements zu einem Vorzugspreis von 33.000 Euro/m² abzukaufen. Bauherr war die Immobiliengruppe Marzocco, durchgeführt vom Bauunternehmen Vinci Construction.

## Daten zum Gebäude
Das Gebäude hat eine Höhe von 170 m und wurde auf einem Berghang in einer Höhe von 40 m errichtet. Dafür wurde eine 0,82 m dicke Stützmauer mit einer Tiefe von 55 m gegossen. Für das Fundament wurden 1,0 m dicke Pfähle über 50 m in den Boden getrieben. Die Ausgrabungsfläche betrug 25.000 m², die Erdarbeiten umfassten insgesamt 150.000 m³. Es wurden 80.000 m² Beton und 10.000 Tonnen Stahl verbaut. Die Glasfassade hat eine Fläche von 35.000 m². Der Turm verfügt über 6 Aufzugschächte, von denen einer direkt in das Penthouse führt. In den 10 unterirdischen Etagen können 550 Fahrzeuge geparkt werden.

## Bürgerproteste
Noch vor Baubeginn hatte sich in Beausoleil eine Bürgervereinigung gegründet, die Ersuchen an die monegassische Regierung, den Präfekten des Département Alpes-Maritimes und den französischen Präsidenten Nicolas Sarkozy richteten, um das Bauprojekt zu verhindern. Sie beklagten, der „Tour Odieuse“ (verhasster Turm) werde die Sicht aufs Meer verdecken, Schatten bringen und den Wert ihrer Immobilien bedrohen. Die Klage wurde vom Obersten Gericht von Monaco zurückgewiesen.

## Entkräftete Korruptionsvorwürfe
Eine Kontroverse entstand über die Rolle des Bürgermeisters von Beausoleil. Er hatte sich anfangs auch gegen den Bau ausgesprochen. Später wurde ihm vorgeworfen, Bestechungsgelder von 65.000 Euro empfangen zu haben, um das Projekt nicht zu behindern. Er saß 90 Tage in Untersuchungshaft und wurde in erster Instanz freigesprochen. Die Staatsanwaltschaft Marseille legte jedoch Berufung gegen das Urteil ein. Im Berufungsverfahren 2018 wurde der Bürgermeister erneut freigesprochen.